# John Gwynne James
John Gwynne James, britanski general, * 1903, † 1944.